# Cataulacus jacksoni
Cataulacus jacksoni é uma espécie de formiga do gênero Cataulacus, pertencente à subfamília Myrmicinae.